# Franco Bortolani
Franco Bortolani (Guiglia, 16 luglio 1921 – Modena, 24 marzo 2004) è stato un politico italiano.
Fu deputato della Democrazia Cristiana per venti anni e più volte sottosegretario.

## Biografia
Si laureò giovanissimo in Scienze Agrarie e diventò presidente dei bacini montani. Strettissimi i rapporti con la Coldiretti, che gli consentirono la conquista del seggio parlamentare nelle elezioni del 1972 con oltre 46.000 preferenze nella circoscrizione Modena, Reggio, Parma e Piacenza.
Fu rieletto nel '76, nel '79, nell'83 e nell'87, rimanendo ininterrottamente in parlamento dalla VI alla X legislatura.
Esperto riconosciuto di problemi della campagna e delle zone montane, Bortolani ebbe incarichi di Governo e parlamentari. Per molti anni ha presieduto la Commissione Agricola della Camera dei deputati.
Col Governo Craxi I venne nominato nel 1983 Sottosegretario alle Finanze, incarico che mantenne anche nei successivi governi Craxi II e Fanfani VI, avviando la ristrutturazione e l'informatizzazione del sistema catastale.
Nella Democrazia Cristiana fu responsabile nazionale dell'Ufficio economico.